# Robert Gant
Robert Gant, nascut Robert John González (Tampa, Florida, 13 de juliol del 1968) és un actor estatunidenc que de vegades s'acredita com a Robert J. Gant, conegut principalment pel seu paper de Ben Bruckner a la sèrie de televisió estatunidenca Queer as Folk.

## Biografia
Gant comença actuant en anuncis de televisió i als onze va esdevenir membre del Sindicat d'Actors de Cinema. Va anar primer a la Universitat de Pennsilvània per estudiar literatura anglesa i després feu dret a la Universitat de Georgetown, on va actuar en nombroses produccions teatrals.
La seua carrera com a advocat el porta a Los Angeles, on acceptà formar part del bufet d'advocats internacional Baker McKenzie. Quan aquest bufet va tancar poc després, Gant va decidir centrar tot el seu temps en actuar.
El 2001 va començar a treballar en la sèrie estatunidenca Queer as Folk, fins que aquesta va finalitzar la seva emissió el 2005. El personatge que interpretava estava casat amb un altre home, el primer matrimoni entre persones del mateix sexe que apareixia a la televisió estatunidenca.

## Filmografia

### Televisió
| - 1994: Bitter Vengeance (telefilm) - 1994: Ellen - 1994: Melrose Place - 1994: My So-Called Life - 1995: My Wildest Dreams - 1995: Step by Step - 1996: High Tide - 1996: Townies - 1997: Caroline in the City - 1997: Friends - 1997: Hangin' with Mr. Cooper - 1997: Head over Heels - 1997: Life with Roger - 1997: Melrose Place - 1997: Night Stand with Dick Dietrick - 1997: Silk Stalkings - 1998: Caroline in the City - 1998: Fantasy Island - 1998: Style & Substance - 1999: Becker - 1999: Rude Awakening - 2000: Linc's - 2000: Popular - 2000: Veronica's Closet - 2001: Popular - 2002: Providence - 2002–2005: Queer as Folk - 2002: V.I.P. - 2002: Totally Gay! (documental televisiu) - 2005: The Closer - 2006: Pepper Dennis - 2007: CSI: Crime Scene Investigation - 2008: Nip/Tuck - 2008: Kiss Me Deadly (telefilm) - 2008: Mask of the Ninja (telefilm) - 2009: Castle | - 2009: CSI: Miami - 2009: CSI: NY - 2009: Personal Affairs - 2009: Rick & Steve: The Happiest Gay Couple in All the World - 2009: Tracey Ullman's State of the Union - 2010: 90210 - 2010: Bones - 2010: Hot in Cleveland - 2011: Free Agents - 2011: Happily Divorced - 2011: Mike & Molly - 2011: The Secret Life of the American Teenager - 2011: My Life As an Experiment (telefilm) - 2012: Shameless - 2013: NCIS - 2013: Vegas - 2013: Anger Management - 2013: Baby Daddy - 2013: Sean Saves the World - 2013–2017: The Young and the Restless - 2014: The Tomorrow People - 2014: Hit the Floor - 2015: Criminal Minds - 2015–2016: Supergirl - 2016: K.C. Undercover - 2016: Summer of Dreams - 2016: American Housewife - 2017: Hawaii Five-O - 2017–2020: 13 Reasons Why - 2018: The Fosters - 2018: Wedding of Dreams - 2019: Why Women Kill - 2019: All Rise - 2019–21: Good Trouble - 2021: NCIS: Los Angeles |

### Cinema
| - 1994: Cityscrapes: Los Angeles - 1996: Jane Street - 1999: Segrestant la senyoreta Tingle (Teaching Mrs. Tingle) - 2002: The Contract - 2002: Fits and Starts - 2004: Billy's Dad Is a Fudge-Packer (curtmetratge) - 2004: Marie and Bruce - 2007: Live! - 2007: Save Me | - 2008: Special Delivery - 2010: Walter (curtmetratge) - 2012: Joshua Tree, 1951: A Portrait of James Dean - 2016: Love Is All You Need? - 2016: The Thinning - 2017: A Million Happy Nows - 2017: Milada - 2021: The Map of Tiny Perfect Things |

## Activisme
El 2003, Robert rep la distinció especial pels drets civils a l'Ajuntament de Nova York. Altres beneficiaris són Sharon Gless i Gale Harold, també de Queer as Folk. A 2004, Robert juntament amb altres membres de Queer as Folk, van ser honrats pel Consell Nacional de Stonewall per la creació de demòcrates, i la presentació positiva i amorosa de les famílies homosexuals en totes les seues variants.
En el seu temps a Hollywood no es limita a actuar, si bé també dedica temps a una sèrie d'actes filantròpics i causes polítiques, sobretot es bolca en actes al voltant de la gent gran en la comunitat LGTB i les qüestions que els afecten. Dona suport a organitzacions com Services & Advocacy for GLBT Elders (SAGE) i Gay & Lesbian Elder Housing (GLEH).
Va recolzar Hillary Clinton en la seva candidatura presidencial pel Partit Democràta a la Casa Blanca.
Des de 2007 resideix a Los Angeles.